# Repartimiento
 (janvier 2025).
Si vous disposez d'ouvrages ou d'articles de référence ou si vous connaissez des sites web de qualité traitant du thème abordé ici, merci de compléter l'article en donnant les références utiles à sa vérifiabilité et en les liant à la section « Notes et références ».
Le repartimiento (terme espagnol signifiant « distribution », « répartition ») était un système de travail colonial imposé à la population indigène de l'Empire espagnol, en Amérique. Similaire à d'autres systèmes de travail tributaire, tels que la mit'a de l'Empire inca ou la corvée de l'Ancien Régime en France, il permettait à un magistrat d'octroyer à un colon, par l'intermédiaire des pueblos de indios (es), des indigènes appelés à travailler pendant des cycles de semaines, de mois ou d'années, dans des fermes, des mines, des ateliers ou des chantiers. Le repartimiento a été instauré par les Leyes Nuevas (Lois Nouvelles) de 1542 pour remplacer le système de l'encomienda ; la monarchie espagnole souhaitait retirer le contrôle des populations indigènes, désormais considérées comme christianisées et sujets de la Couronne, des mains des encomenderos, qui étaient devenus une classe riche et influente, en leur retirant la possibilité d'abuser de leur pouvoir, pour des raisons politiques et éthiques.
L'équivalent aux Philippines était le Polo y servicio (en). 